# Carex remota
Carex remota es una especie de planta herbácea de la familia Cyperaceae.

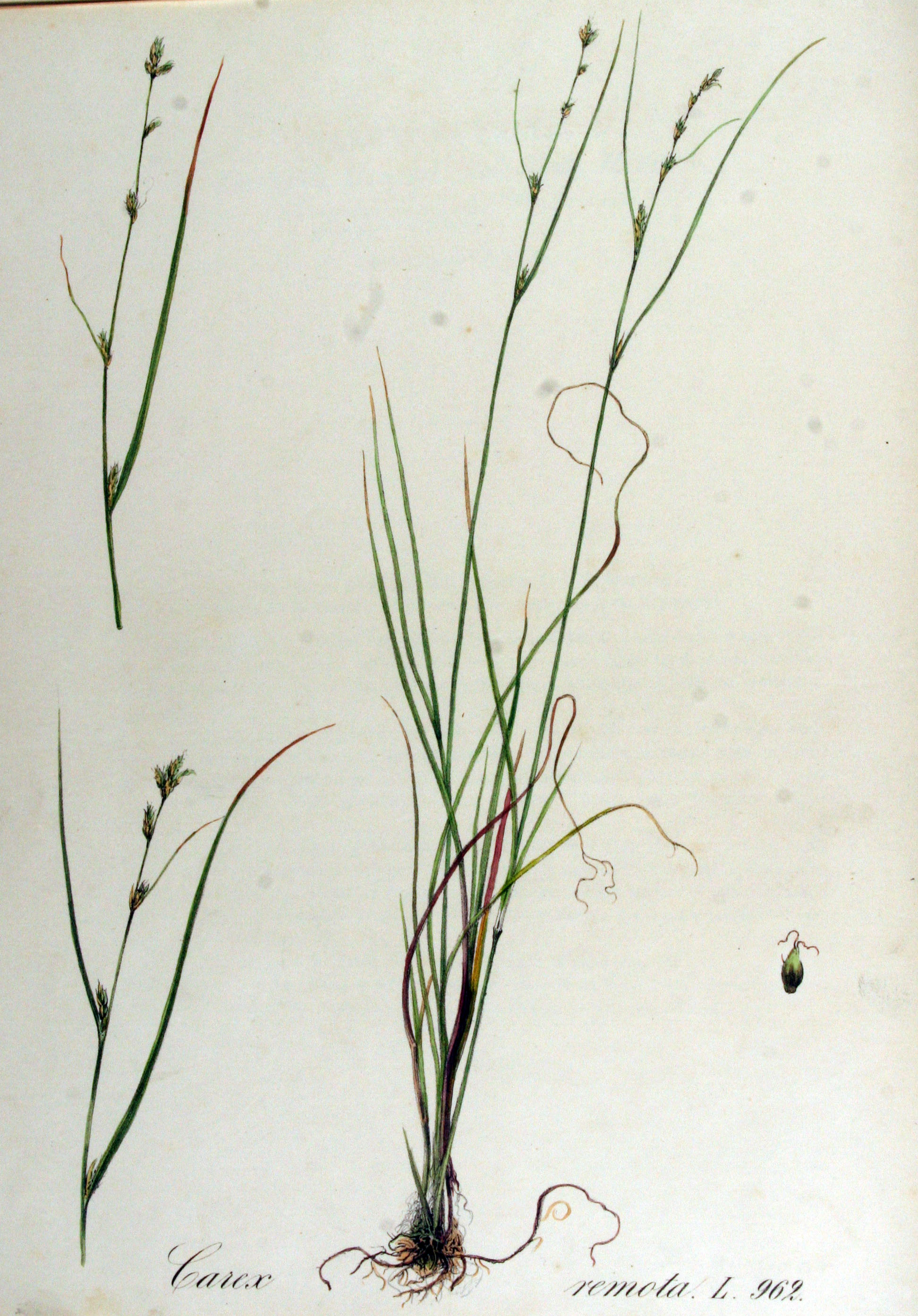
Ilustración

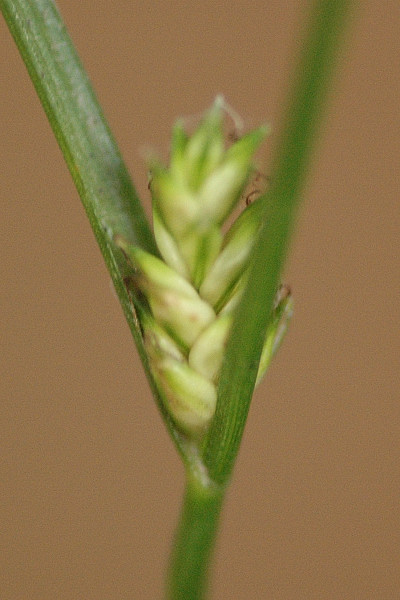
Detalle de la planta

## Descripción
Es una planta cespitosa con tallos (de )25-50 cm de altura, trígonos, lisos o ± escábridos en la parte superior. Hojas de (0,5)1,5-2,2(2,5) mm de anchura, de longitud similar a la de los tallos, planas, ásperas en los bordes, ± blandas; lígula de 1,2-1,8(2) mm, de anchurap oco mayor que el limbo, de ápice obtuso, libre en una gran parte de su longitud; sin antelígula; vainas basales escuamiformes, de color pardo claro, enteraso ± fibrosas. Bráctea inferior de longitud mucho mayor que la inflorescencia, foliácea, no envainante. Espigas muy separadas entre sí que constituyen una inflorescencia muy laxa, las superiores menos distanciadas. Glumas ovales, agudas, verdosas o hialinas con el nervio central verde, las femeninas de longitud menor que los utrículos. Utrículos (2,9)3-3,2(3,5) × 1-1,3 mm, de contorno oval, planoconvexos, esponjosos en la base, con los nervios prominentes, verdosos parduscos, gradualmente atenuados en un pico de (0,5)0,7-0,8(1) mm, escábrido, bífido. Aquenios 1,4-1,6 × 1-1,1 mm, de contorno obovado o elíptico, plano-convexos o biconvexos, de color pardo, con la base del estilo persistenteen forma de una corta columna.

## Distribución y hábitat
Se encuentra en suelos húmedos de hayedos y bosques riparios, principalmente alisedas; a una altitud de 0-1800 metros en Europa, Norte de África y W de Asia hasta el Himalaya. En la península ibérica es frecuente en el Norte y más escasa en puntos del C y W.

## Taxonomía
Carex remota fue descrita por  Carlos Linneo y publicado en Centuria I. Plantarum ... 1: 31. 1755.
Citología
Número de cromosomas de Carex remota (Fam. Cyperaceae) y táxones infraespecíficos: 2n=62
Etimología
Ver: Carex
remota; epíteto latino  que significa "retirada, distante".
Variedades
- Carex remota subsp. alta (Boott) Kük.
- Carex remota subsp. remota
- Carex remota var. remotispicula (Hayata) Ohwi
- Carex remota var. reptans Franch.
- Carex remota subsp. rochebrunii (Franch. & Sav.) Kük.

Sinonimia
- Caricina remota (L.) St.-Lag.
- Diemisa remota (L.) Raf.
- Vignea remota (L.) Rchb.[5][6]